# Borough de Blaenau Gwent
Pour les articles homonymes, voir Blaenau Gwent (homonymie).
Le borough de Blaenau Gwent (borough of Blaenau Gwent en anglais) est une ancienne zone de gouvernement local de deuxième niveau du pays de Galles.
Créé au 1er avril 1974 au sein du comté du Gwent par le Local Government Act 1972, il est aboli le 31 mars 1996 en vertu du Local Government (Wales) Act 1994. Plusieurs parties de son territoire sont constitutives du borough de comté de Blaenau Gwent et du comté du Monmouthshire, institués à partir du 1er avril 1996.

## Géographie
Le territoire du borough relève des comtés administratifs de Brecon et du Monmouthshire. Au 1er avril 1974, il constitue, avec les districts d’Islwyn, de Monmouth, de Newport et de la Torfaen, le comté du Gwent, zone de gouvernement local de premier niveau créée par le Local Government Act 1972,.
Alors que le borough admet 78 644 habitants au recensement de 1981, 73 828 résidents sont comptabilisés lors du recensement de 1991. La superficie du territoire du borough est évaluée à 31 318 acres en 1978,,.

## Toponymie
Simplement défini par un ensemble de territoires par le Local Government Act 1972, le district prend le nom officiel de Blaenau Gwent en vertu du Districts in Wales (Names) Order 1973, un décret en Conseil du 8 janvier 1973 pris par le secrétaire d’État pour le Pays de Galles,.
Ainsi, le borough tient son appellation de Blaenau, nom gallois de la ville de Blaina, et du Gwent, une région historique du sud-est du pays de Galles.

## Histoire
Le district de Blaenau Gwent est érigé au 1er avril 1974 à partir des territoires suivants, :
- le district urbain d’Abertillery ;
- le district urbain de Brynmawr ;
- le district urbain d’Ebbw Vale ;
- le district urbain de Nantyglo and Blaina ;
- le district urbain de Tredegar ;
- le district rural de Crickhowell, pour partie (paroisse de Llanelly).

Alors que les différentes zones de gouvernement local sont abolies par le Local Government Act 1972, le statut de borough est conféré au nouveau district par un décret en Conseil du 25 juillet 1974, avec une entrée en vigueur rétroactive au 1er avril 1974. Il est ainsi permis à la zone de gouvernement local de s’intituler « borough de Blaenau Gwent » (borough of Blaenau Gwent en anglais) tandis que son assemblée délibérante prend le nom de « conseil de borough de Blaenau Gwent » (Blaenau Gwent Borough Council en anglais) au sens de la section 21 du Local Government Act 1972,.
Le borough est aboli au 31 mars 1996 par le Local Government (Wales) Act 1994, son territoire relevant désormais du borough de comté de Blaenau Gwent et du comté du Monmouthshire au sens de la loi.